# Història de la tecnologia

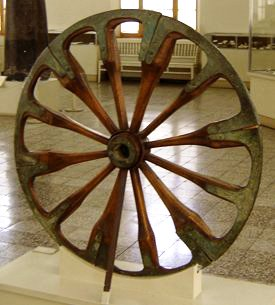
Se sap que la roda s'usava almenys des de 4000 aC i encara resta una tecnologia actual.

La història de la tecnologia és l'estudi de com evoluciona la tecnologia al llarg de la història i de les seves relacions amb l'entorn social, cultural, polític, econòmic, filosòfic, etc. de la població en cada indret i època determinats.
La tecnologia està present en tots els àmbits de totes les societats. La tecnologia no sols és una activitat destinada a generar, crear i produir nous productes, processos i sistemes de tota mena, sinó que té una perspectiva en els aspectes socials, científics, econòmics, mediambientals, etc., de les zones que s'hi veuen involucrades.
La tecnologia es basa en el coneixement científic, empíric i altres tipus de coneixement. Per tant, sovint el contacte amb noves societats o nous coneixements científics, per exemple, han donat peu a noves aplicacions o a millores tecnològiques, però no sempre. D'altra banda, igual que una revolució científica teòrica pot no implicar una revolució tecnològica, pot donar-se també una revolució tecnològica sense que sigui causa d'una novetat científica. L'estudi científic de vegades es beneficia d'innovacions o millores tecnològiques.

## Prehistòria
Des de les societats prehistòriques, la humanitat continua evolucionant i intenta dominar el medi on viu amb eines i estris que són els punts clau que el diferencien de l'animal. Des del Paleolític inferior, aquestes societats antigues ja havien creat diverses eines i objectes fets amb pedra, ivori, fusta i més materials que es podien trobar fàcilment. Aquestes eines, les utilitzaven per a caçar, esquarterar animals, cosir pells, etc. Un dels primers objectes utilitzats amb un grau més de sofisticació va ser l'arc, que amb tan sols una mica de força podia deixar anar la corda o fil per alliberar la fletxa disparada. Altres avenços van ser la utilització de pals aplicant-los el principi de la palanca per moure pedres com la col·locació de dòlmens i menhirs.

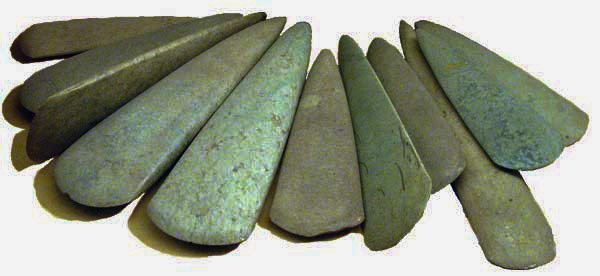
Destrals de pedra polida del Neolític

En el Neolític (8000-4000 aC), es descobreix l'agricultura i la ramaderia, de les quals es pot dir que són la primera revolució tècnica. Per treballar en les diverses activitats, es mostra la necessitat de l'ús de diferents eines, com les arades, pales, aixades, etc., primerament de fusta o pedra, però després (quan hi havia l'oportunitat) de coure o ferro, com sistemes per a regar camps i de transport. Pels voltants del 4000 aC, apareixen a Sumèria (Mesopotàmia) les primeres rodes, tot i que els primers terrissaires les utilitzaven per a fer ceràmica. Gràcies a la creació de la roda, s'avança en la construcció de carros per al transport de mercaderies propulsades pels cavalls o bous, com també l'arrossegament de trineus.
En aquesta època, amb el vent, s'utilitzen les primeres embarcacions per a navegar. En el 3800 aC, apareixen alguns metalls, com el coure, el qual va propiciar el desenvolupament de la tècnica de la fosa i la forja, i la construcció i creació de més eines d'utilitat com ara forns, martells, vares, encluses, tenalles, etc., però quan la metal·lúrgia pren força és entre el 1400 i el 1000 aC. Es poden trobar minerals amb ferro en diferents zones de l'escorça terrestre, però fa menester alta temperatura per a obtenir-ne de pur, la qual cosa era molt difícil de produir en aquella època.
L'agricultura també va produir canvis socials importants. Moltes persones deixen de ser nòmades per esdevenir sedentàries. D'aquesta manera, neixen les primeres civilitzacions, en què les tribus i pobles passen a ser societats d'un aire més organitzat en diferents classes socials. La gran producció d'aliment propicia la creació de llocs de treball i oficis especialitzats, malgrat ser encara molt artesanal. Els agricultors poden passar de subsistir amb els aliments a poder-los vendre bescanviant-los per eines o altres tipus d'aliments.
Al mateix temps, apareixen les classes socials dominadores de la resta, com els reis, els exèrcits i els representats religiosos, que van propiciar el naixement de civilitzacions com la mesopotàmica, egípcia, grega, etc.

## Les civilitzacions en l'edat antiga

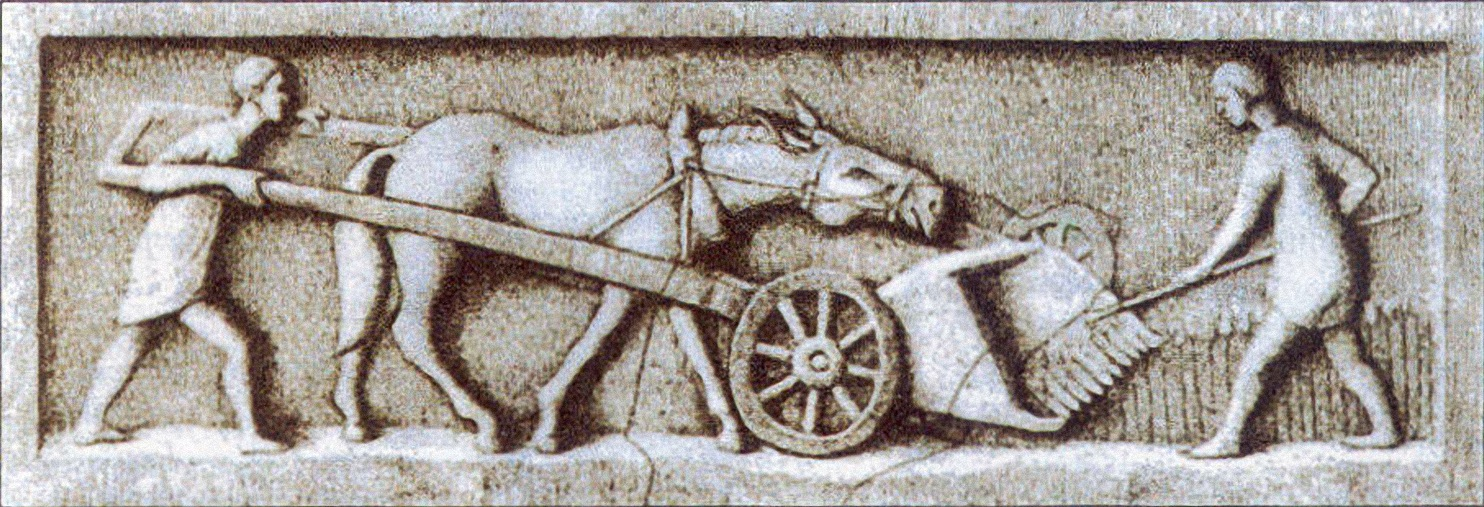
Agricultura a l'època romana

Moltes civilitzacions com ara la romana, la grega o l'egípcia utilitzaven l'esclavatge per a produir els béns materials. Les construccions des de petites fins a grans, com vies de comunicació, temples, edificis, eren construïdes pels esclaus. S'utilitzaven tants esclaus que no calien gaires màquines o sistemes per a realitzar aquestes tasques. En aquella època, s'avançava (depenent de la zona i del context històric) més en la ciència que en la tècnica, com per exemple en la civilització grega. Persones com Pitàgores, Plató, Aristòtil, Demòcrit i Euclides van iniciar i fomentar la filosofia, les matemàtiques i el pensament en general, que encara s'estudia. D'altra banda, Arquimedes de Siracusa (287-212 aC) va ser un dels primers a donar a conèixer la teoria del funcionament de les màquines simples. En aquell temps, anomenaven les cinc grans la roda, la palanca, el pla inclinat, la falca i el cargol, malgrat que les tres últimes estan relacionades entres si. Per a Plató i Aristòtil, la ciència i el pensament era quelcom que no havia de tenir efectes pràctics, tot i que Arquimedes també ho creia. La tècnica (o techné) era quelcom per a classes inferiors a persones cultes, és a dir, treballadors o esclaus. Llavors, va ser en aquell temps que s'establí una mena de barrera entre ciència i tècnica.
Ctesíbios i Herò (150-50 aC): el primer va crear el rellotge d'aigua o clepsidra, i el segon diferents ginys com rodes, politges, engranatges, etc., com també l'eolípila, que era una turbina de vapor que, amb poca força motriu, es movia prou ràpid. La major part dels artefactes, ginys o objectes creats per diferents persones que eren pensadores només servien per a jocs i curiositats d'entreteniment, però no per a tasques de treball. No obstant això, els artesans i treballadors utilitzaran després politges, palanques i sistemes mecànics per a treballar.
Des d'un punt de vista tecnològic, és convenient insistir en alguns aspectes concrets:
- Aqüeductes (aqüeducte, sifó, groma)
- Fortificació de ciutats i muralles (Vallum Romanum)
- Construcció de ports (Cartago, Pireu…)
- Drassanes (Gai Duïli (cònsol), vaixells amb peces seriades...)
- Construcció de vaixells (trirrem)
- Vies de comunicació (ruta reial persa, via romana, diolcos)
- Carros i similars (quadriga, carro…)
- Transport de càrregues pesants i voluminoses (obelisc)
- Màquines de guerra (ariet, catapulta…)
- Armes ofensives i defensives (espasa, llança, arc…)
- Mineria (Les Mèdules…)
- Construcció de túnels (túnel dels Asmodeus, Eupalinos, via Flamínia…)
- Sistemes de comunicació (correus postals a cavall, sistemes de senyals amb fogueres i torres separades o similars...)
- Criptografia (xifratge de Cèsar)
- Organització i administració (moltes activitats, tècniques i no tècniques, requerien l'ús de sistemes administratius i d'organització que formen part de la tecnologia)

La llista anterior només és una mostra de les moltes activitats que impliquen l'aplicació d'una o diverses tecnologies específiques.

## Edat mitjana

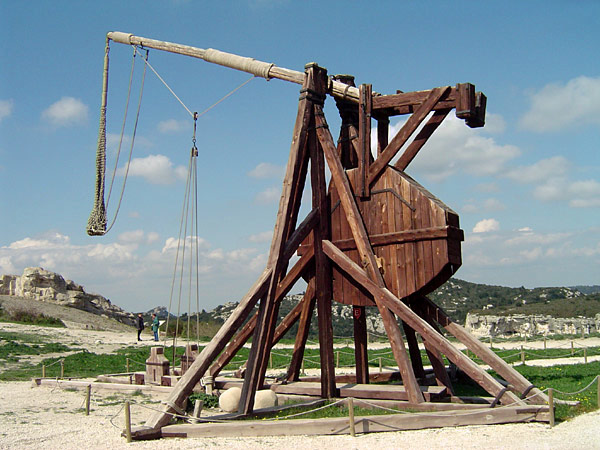
Fonèvol medieval

La tecnologia va tenir una presència més aviat pobra durant l'època medieval en la invenció de noves tècniques i invents. Però les ja existents van rebre una considerable millora o evolució. Les energies del vent i de l'aigua van ser les que van predominar, potser, per la gradual disminució de l'esclavatge. De tota manera, la producció agrària i la fabricació d'objectes va ser molt petita i servia només per a subsistir o sobreviure. Però tenien l'avantatge que els nobles i l'Església les recolzaven amb protecció, malgrat que els donaven poques rendes. Com que la producció era petita, es feia tot molt artesanament i d'aquí van sorgir els gremis.
Malgrat el poc avenç en noves aplicacions tècniques, es van crear serradores, trituradores, molins de vent, rodes hidràuliques, martells per a forjar o martinets, tot un conjunt de màquines que servien per a fer funcions bàsiques com moldre el gra dels cereals, tallar millor la fusta, transport d'aigua per a regar, etc. Un gran invent en aquesta etapa va ser el rellotge mecànic, que era més modern i precís que els rellotges anteriors, com el de sol o el d'aigua. Aquest era considerat la major màquina en complexitat i utilitat. De la creació del rellotge mecànic, va sorgir una mà d'obra especialitzada, malgrat ser encara de manera artesanal, que va propiciar la creació de més aparells i objectes fins entrada la Revolució industrial.
A l'edat mitjana, s'hi feien estudis tecnològics i científics (encara que a petita escala), però el dogmatisme religiós era tan gran que no permetia l'aparició de noves idees i coneixements perquè no serien recolzats per les autoritats, sobretot per l'Església.

## Època renaixentista

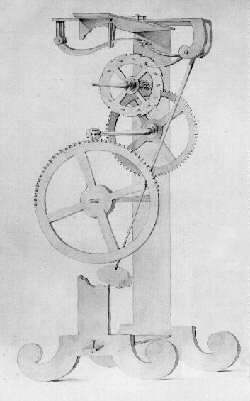
Rellotge de pèndol de Galileu (1641)

Durant el Renaixement, hi va haver una millor acceptació i presència de la tecnologia en la societat, fins i tot van aparèixer figures noves com els enginyers, que juntament amb les matemàtiques, creaven diferents objectes. A més, l'enginyer jugava amb el paper d'artesà i artista i s'estenien els camps disciplinaris. Llavors, van sorgir diferents personatges que van tenir molt a veure amb l'enginyeria, com és el cas de Leonardo da Vinci (1452-1519), que va crear un gran nombre de màquines, artefactes i invents que van ser molt innovadors en aquella època, per la gran possibilitat de posar-los en pràctica en l'art i el disseny, com també la gran complexitat de les mateixes màquines. Molts elements d'aquestes màquines de da Vinci poden ser reflectides en màquines i aparells actuals, com el tanc o els avions.
L'experiència i observació de la natura van ser punts clau en el mètode científic durant el Renaixement. És llavors quan la ciència esdevé pràctica i operativa davant el medi natural per dominar-lo. Aquest argument va ser recolzat per l'anglès Francis Bacon (1561-1626), que amb un seguit d'experiències i observacions pogué realitzar un mètode inductiu. Llavors és quan la ciència es pogué aplicar al medi i començà a parlar-se de tecnologia pura.
Durant el Renaixement, van aparèixer personatges importants com Galileo Galilei o Isaac Newton, acompanyats per la primera revolució científica que va donar impuls per fomentar les bases del coneixement de la ciència i la tècnica. Aquestes persones van crear un gran nombre de ginys i màquines com el telescopi de Galileu o la bomba pneumàtica d'Otto von Guericke.
Malgrat el gran avenç, el dogmatisme religiós era encara omnipresent en aquella època (com també fins ara, malgrat haver-se disminuït notablement) i va provocar que no s'acceptessin alguns descobriments de molts científics, com per exemple: si la Terra era rodona o no, després es va debatre si la Terra era el centre de l'univers, com també va comportar a greus conseqüències, que podien arribar a la mort.
La tecnologia va anar evolucionant de mica en mica fins al que podem dir l'edat d'or de la tecnologia: les revolucions industrials.

## Edat d'or de la tecnologia: les revolucions industrials

### La primera revolució industrial

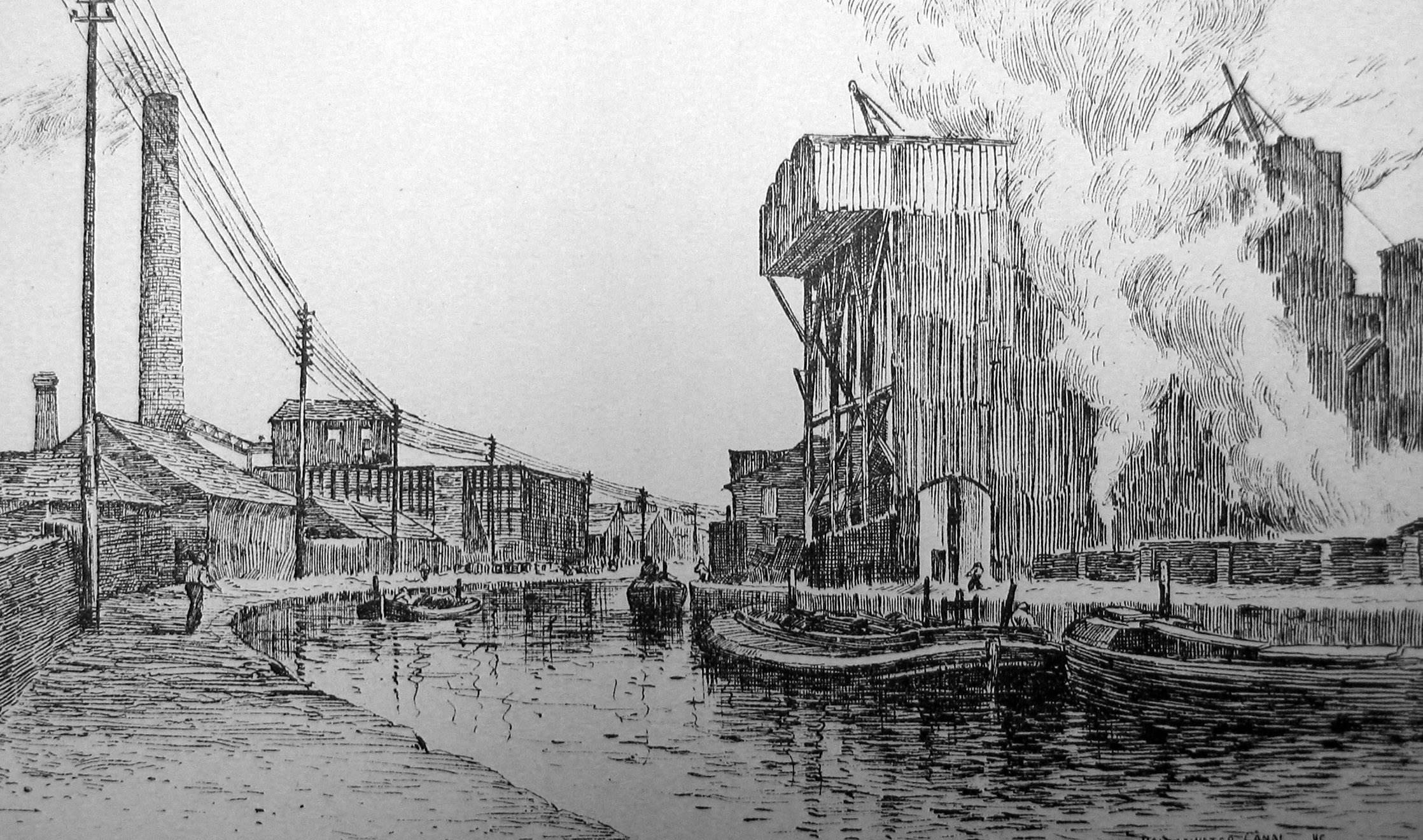
Gravat del 1887 representant una zona industrial a Anglaterra

A Anglaterra, va començar a partir del segle xvii, com també gradualment (però sobretot a partir de la primera meitat del segle xix) anys després als Països Catalans, un seguit de canvis socials i econòmics com també un factible canvi polític que va fer desaparèixer progressivament el sistema feudal, substituint-lo per un nou model en diferents àmbits, amb el capitalisme com a predominant. En els temps anteriors a aquest, hi havia una visió de subsistència en la producció, però durant aquests anys va aparèixer la burgesia, fent-se propietaris de mines, fàbriques i/o tallers per a un objectiu comú; produir per vendre.
Els sistemes d'energia per a fer funcionar les màquines a les fàbriques angleses ja no van ser les rudimentàries i medievals rodes hidràuliques, ja que hi va ser el carbó el recurs principal. Tot i que no va ser el mateix cas per als Països Catalans, ja que el carbó era car, perquè el més barat venia d'Astúries i el transport era la despesa principal, però tot i així a les zones de costa catalanes on hi havia fàbriques sí que utilitzaven el carbó. Altres maneres per a fer funcionar les màquines de les fàbriques va ser el fenomen de les colònies, que eren sovint fàbriques més o menys grans que s'ubicaven en zones d'interior del país utilitzant les aigües dels rius per fer funcionar la turbina, que feia, finalment, funcionar les màquines. Aquestes colònies s'ubicaven a la vora de rius com el Ter, el Llobregat i el Cardener. Al Principat de Catalunya, era on majoritàriament hi havia aquestes indústries.
A causa de la difícil obtenció del carbó per la profunditat dins les mines on es trobava, es va necessitar bombar aigua per fer-la sortir a l'exterior. Tradicionalment es feia amb sénies i bombes manuals o de tracció animal. Per causa de la creixent demanda de carbó, l'energia animal es va acabar substituint pel mateix carbó de la mina.Mitjançant màquines a vapor gràcies a un seguit de personatges: Thomas Savery, Denis Papin, Thomas Newcomen i James Watt, entre d'altres, van ser els qui van desenvolupar les màquines de vapor durant el segle xviii, que va ser una energia bàsica fins molt entrada la revolució industrial.
La nova classe dominant, la burgesia, donava suport a l'ús de la ciència en la pràctica. Això va fer que les invencions de molts científics els comportés ràpidament la fama i la fortuna per la rapidesa a posar-les en pràctica. Com també artesans i mestres podien entendre les seves empreses com tallers o fàbriques per guanyar diners, que foren ràpidament capitalistes. Entre els segles xviii i xix, la revolució industrial es va estendre per tot Europa fent que l'evolució de la tecnologia augmentés considerablement més que en molts anys endarrere.
Als Països Catalans, malgrat ser una zona d'important innovació (majoritàriament per temes polítics), en la revolució industrial va arribar tard, tot i que s'hi va acabar creant una potent indústria tèxtil i metal·lúrgica, que deixava l'economia del país en dos fronts; l'agricultura i la indústria.

### Segona revolució industrial

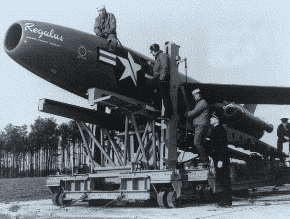
La recerca militar ha estat un factor capital per al desenvolupament de la tecnologia durant el segle XX

Després de l'èxit de la màquina de vapor durant la revolució industrial, l'energia elèctrica i el petroli va desembocar en una segona revolució industrial que s'inicia a principis dels anys 1900. El naixement de nous sectors productius com les indústries de l'automòbil, l'aeronàutica, petroquímica, maquinària i la mateixa producció elèctrica van crear molts llocs de treball i un canvi encara més radical en l'economia mundial. En aquesta època, es milloren moltes indústries mecanitzant-les de manera parcial. Es van crear nombroses empreses que van potenciar encara més el capitalisme.
La Primera Guerra Mundial va anar acompanyada d'una enorme activitat tecnològica; la guerra no només tenia lloc als camps de batalla, sinó que en els centres d'investigació cercaven crear noves armes i noves formes de defensar-se amb les quals poder obtenir avantatges notables en diversos àmbits. Alguns invents com el submarí, el tanc i les armes químiques van convertir el conflicte en una gran massacre. La millor tecnològica i ciència del moment s'havia portat a les fàbriques per tal de produir el nombre més gran de morts en els adversaris.

### L'actualitat: la tercera revolució industrial
A partir de la Segona Guerra Mundial, l'electrònica ha estat una de les indústries que van emergir amb més força fins ara. Llavors, s'anomena tercera revolució industrial, però també és coneguda com l'era del silici o dels microxips. Els països industrialitzats entren en un gran fase de creixement tecnològic. Els mateixos governs ja veuen que és necessària la tecnologia juntament amb la ciència per al creixement dels països. La ràdio, la televisió i sobretot la informàtica han esdevingut una tecnologia millorada, que es va millorant i renovant a molt bon ritme, en comparació amb altres èpoques anteriors. La informació i la comunicació és un punt clau en la tecnologia d'avui en dia, ja que s'amplien més sectors tecnològics com la telefonia mòbil, Internet, televisió digital, etc. D'això, se'n diu «tecnologies de la informació i la comunicació» (TIC), juntament amb la informàtica.
L'expansió de les indústries de la salut després de la Segona Guerra Mundial va comportar un veritable punt d'inflexió en la tecnologia sanitària. Es va dur a terme a través de la creació o innovació dels antibiòtics, analgèsics, antipirètics, vitamines, etc. Podem dir que les indústries de la salut han fet de l'espai hospitalari l'escenari d'una veritable revolució tecnològica.